# Bretzfeld
Bretzfeld là môt thị xã nằm ở huyện Hohenlohekreis, thuộc bang Baden-Württemberg, Đức. Nơi đây nằm cách Heilbronn 17 km (11 mi) về phía đông.